# PQ-17船团
PQ-17船團是第二次世界大戰北冰洋戰區中的盟軍援助蘇聯物資的一支船團，PQ-17船團在1942年7月駛往蘇聯的途中，遭到德國海軍與空軍持續1星期的大規模進攻，船團的34艘船中有22艘沉沒，蘇聯失去的軍物資足以武裝1個軍團，且之後盟軍的北極船隊延到夏季結束才繼續啟航。攻擊行動中，雖然德國水面艦隊發起跳馬行動（德語：Unternehmen Rösselsprung），企圖與盟軍直接交戰，但因為種種問題而沒有接戰，大部份的商船是由潛艇和飛機所擊沉，水面艦則僅有作為存在艦隊的影響力。

## 背景
隨著德國進攻蘇聯後，蘇聯許多領土皆落入德軍之手，紅軍開戰前建立的軍事力量有67%被殲滅，大部分的工業中心均遷往烏拉山地區，但恢復生產需要一段時間，蘇聯便向英國和美國要求迫切的軍事援助。在1941年10月弗布魯克-哈里曼英美代表團訪問了莫斯科後，盟軍同意了將一系列軍援物資送往蘇聯。最直接的方式進行這些物資是由北角海域，通過北極海，抵達摩爾曼斯克和阿尔汉格尔斯克的港口。在盟國該協議中，蘇聯負責接收在英美港口裝載物資的船隻，但由於沒有足夠的船隻能送往蘇聯，英美兩國開始組建大型的通商船團。由英國皇家海軍負責提供護航艦隊，美國海軍總司令恩斯特·金恩也預定派遣華盛頓號戰艦 (BB-56)和胡蜂號航空母艦支援。
1941年早在希特勒下令防止英國一直重複於在挪威的突擊行動前（他認為英國一直想破壞德軍在威瑟演習作戰中所獲得的成果），德國海軍就已開始去消滅援蘇船團，大量集中海軍力量於挪威北部，其後又因為海峽衝刺作戰，德國海軍於北極地區的力量又加入了3艘主力艦和6艘驅逐艦。此外挪威的地理位置對盟軍的意義來說，不但是有德國空軍與潛艇基地，盟軍在此一帶也沒有空軍基地，十分危險。在相繼被擊毀多艘商船後，盟軍又在繼續擬定下一支護航船團。起初6月因為地中海戰況危急，隆美爾元帥率領非洲軍團持續進攻東部，馬爾他防禦也快要到極限，實在是難以在從其他地方抽調艦隊來保護北極船團，但德軍在6月28日發起夏季攻勢，目標直指史達林格勒，運往蘇聯的軍備需求更為迫切，史達林要求盟軍得在地中海局勢穩定後儘速讓下一班北極船團啟航。
德國海軍總司令埃里希·雷德爾認為需要獲得更多的成果來證明海軍艦隊的價值，雖然挪威一帶離北極海船團通航路線極為接近，空軍轟炸機都能到達，但希特勒對海軍水面艦隊的消極態度、赫爾曼·戈林對空軍的權力欲與對蘇作戰的戰爭資源需求，大幅抵銷了德國在該處的優勢。雷德爾計畫要以海軍發起一次大規模的協同攻擊：跳馬行動，給予北極船隊最大的打擊。

## 計畫

### 德軍兵力

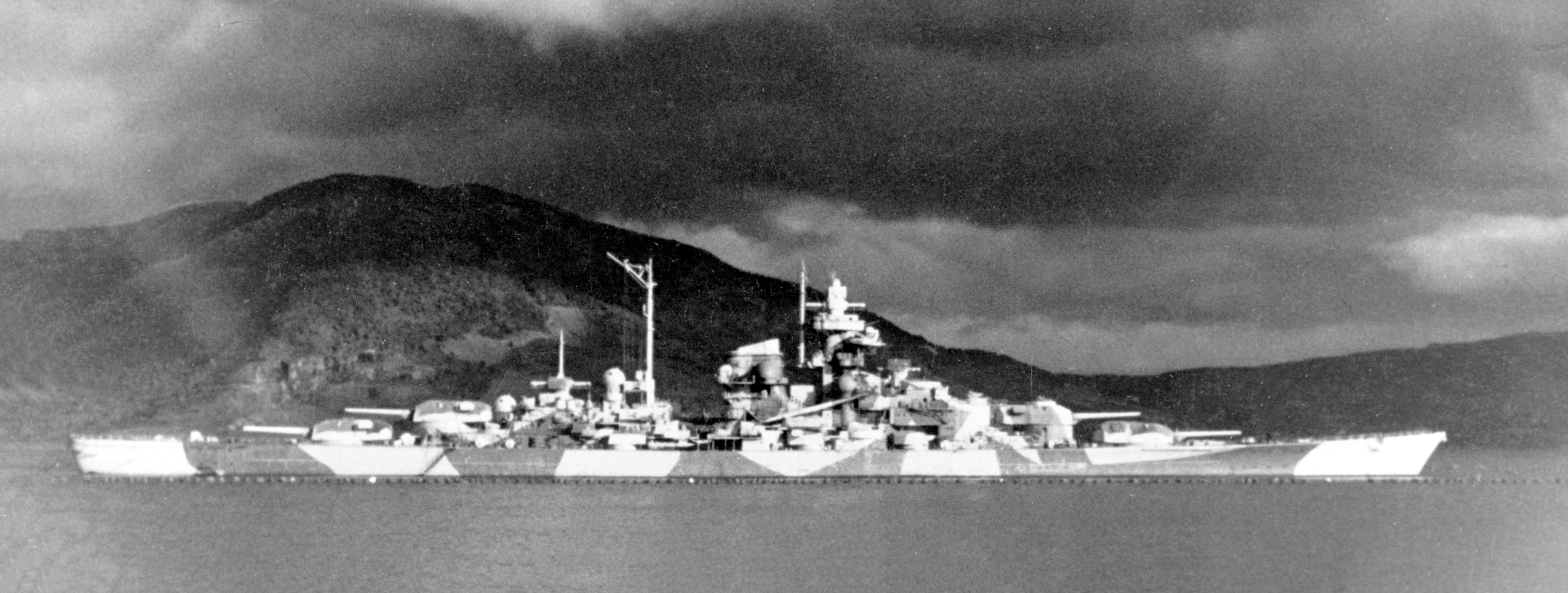
位於挪威的鐵必制號戰艦，是對盟軍援蘇船團最大的威脅

雷德爾計畫動用手上所有能使用的船艦來進行這次的行動，將所有船艦分為兩個戰鬥群：
- 特倫汗戰鬥群：由海軍上將奧托·施尼溫德（Otto Schniewind）指揮，由鐵必制號戰艦、希佩爾海軍上將號重巡洋艦和5艘驅逐艦所組成。
- 那維克戰鬥群：由海軍中將奧斯卡·庫門提茲（Oskar Kummetz）指揮，由席爾上將號重巡洋艦[7]、呂佐號重巡洋艦和5艘驅逐艦所組成。

這是自開戰以來，德國海軍水面艦隊最大規模的攻擊計畫，雷德爾要求空軍只攻擊商船與航空母艦，替船團護航的主力艦則交由鐵必制號和席爾上將號應付，而袖珍戰艦則去攻擊商船。當雷德爾將他的計畫告知希特勒後就被受到反對，希特勒堅持要先摧毀英國航空母艦再讓水面艦出擊，認為戰艦容易被艦載機擊毀，雷德爾便將計畫修改為：由空軍偵查告知船團行進方向後，戰鬥群隨之埋伏於阿丁峽灣和那維克，到確認英國本土艦隊無力干預的範圍後，再下令將兩個戰鬥群聚於熊島以東，攻擊船團，而希特勒同意了此計畫。除了雷德爾的水面艦隊外，該區還有鄧尼茲的10艘潛艇和約有42架He-111、102架Ju-88、30架Ju-87、15架He-115和74架偵察機，編制為：第5航空隊、第405沿岸航空部隊和第405沿岸航空部隊，盟軍護航路線接在德軍領空範圍內，形勢對德軍極為有利。

### 盟軍兵力
PQ-17船團共有33艘商船（原35艘，一艘在冰島啟航時擱淺，另一艘被浮冰撞損），船團載有297架軍機、594輛坦克、4246輛卡車和裝甲車，共約16萬噸的貨物，而護航兵力編制是：
- 第一護衛隊：由傑克·布洛姆中校指揮，由驅逐艦5艘、掃雷艦3艘、護衛艦4艘、武裝漁船4艘、潛艇2艘所組成。
- 第1巡洋艦隊：由路易斯·哈米頓少將指揮，由重巡洋艦4艘：諾福克號、塔斯卡盧薩號、威奇托號、倫敦號、驅逐艦2艘所組成。
- 警戒部隊：自英國本土艦隊抽出部份組成，由約翰·克羅寧·托維上將指揮，由胜利号航空母舰、戰艦2艘：約克公爵號、華盛頓號、坎柏蘭號重巡洋艦、輕巡洋艦2艘：奈及尼亞號、曼徹斯特號、驅逐艦14艘、潛艇艦隊12艘（含荷蘭、蘇聯與他國艦隻）

另外，盟軍位於冰島駐有第120飛行中隊、第210飛行中隊、第240飛行中隊，有B-24轟炸機和少數水上飛機。

## 過程

PQ-17船團各個被擊沉地點。

6月27日PQ-17船團在增加完護航艦隊後從冰島的峽灣出發，7月1日時船團被德國潛艇U-456發現並開始跟蹤。不久德國偵查機BV138自上空目擊船團，德國岸基飛機開始對船團發出第一波攻擊。德國空軍第一波攻擊規模很小，僅有少量He 111轟炸機，雙方損失也不是很大，德軍損失一架飛機，船團則無損傷。在此時，海軍作戰部已發佈跳馬行動的執行，特洛汗戰鬥群做好了出擊準備。7月3日船團仍無受到損傷，而德國的那維克戰鬥群也做好出擊準備。7月4日，當天一早德軍的攻勢變得更為強烈，1天內擊沉3艘商船，重創一艘，而船團仍持續往東航行。
7月4日晚上英國海軍藉由偵察機發現德國水面艦隊的蹤跡，趕緊對船團發出警告電報。這時英國海軍並未掌握到鐵必制號的行蹤，他們陷入兩種可能的設想，一是由船團護航艦隊迎擊鐵必制號，二是要將船團分散以減少被其擊沉的損失。但鐵必制號如果沒有出擊，分散將會使船團暴露在德國空軍與潛艇的威脅之下，海軍指揮部為了此情勢的判定發生了爭論。
對船團發出的警告電報共有3通，內容分別為「十萬火急，巡洋艦部隊以最高速度向西撤退」、「火急，因敵軍水面艦隊威脅，船團即刻解散，各自前往俄國港口」和「十萬火急，船團立刻解散」，接著第1巡洋艦隊快速的與船團脫離，往西駛去，而第1護衛隊的傑克·布洛姆因為沒有收到第1通電報，誤判第1巡洋艦隊是要與德國海軍接戰，於是率領其指揮艦隊中的驅逐艦前去支援。
其後由於聽到德國水面艦隊前來接戰，考慮到鐵必制號戰艦與當地德軍所擁有的海空優勢（尤其是空中力量遠超過勝利號航空母艦）和潛艇威脅，以及與船團距離過遠，本土艦隊組成的警戒部隊指揮官在5日一早下達撤回斯卡帕湾的命令。
現在船團業已分散，失去了群體的保護能力，德國海軍利用了因為英國海軍擔心水面艦隊而分散的結果，開始猛烈攻擊沒有反擊能力的船團，但因為德國海軍懼怕英艦航空母艦對水面艦的打擊能力，也認為沒必要繼續讓艦隊出擊，改將攻擊的角色交給了潛艇與飛機，而在7月6日晚上9點半，下令將鐵必制號、席爾上將號和希佩爾上將號召回港內。
自從進行分散動作，船團損失就大幅增加，光是7月5日1天內就12艘商船被擊沉或無法航行，此外還有1艘油艦無法航行和1艘救難船被擊沉，6日有兩艘商船被擊沉、7日又再兩艘、8日又1艘，從9日深夜到10日又失去兩艘商船，但還是有11艘商船平安抵達了蘇聯港口。PQ17船團共損失22艘商船和153名船員，貨物則損失了430台坦克、210架飛機，3,350輛的車輛，大約10萬噸的物資，足以武裝一個軍團，而德軍的損失只有飛機5架。

## 結果
邱吉爾稱這次的結果為：「一場最令人沮喪的海軍事件」，而沒有責怪船團的指揮官。美國原本就對英國不信任出了名的金恩上將則是非常不滿，他要求要將美艦調回太平洋，表示不願意再參與任何由英軍指揮的聯合行動。史達林則對於船團被擊沉、獲得物資減少一事感到非常不滿，對英美兩國表達強烈抗議，並要求盟國趕緊派遣下一支船團，但盟國鑑於PQ-17船團的損失，重新整頓設計護航體制，下一班的船團PQ-18被延到9月2日才出發；原因除了上述外，此時北非戰場的埃尔温·隆美尔又再度發起攻勢，朝埃及推進，英軍的克勞德·奧金萊克將其阻擋於阿拉曼，而情勢仍舊危急，馬爾他也是需要立即的支援。
德軍在這一場軍事行動中雖然殲滅不少商船，擊沉多項物資，但並非雷德爾起初所想的計畫—以水面艦接戰，他向希特勒報告：「我們的潛艇和飛機，完全摧毀了最後一隊船團，迫使敵人暫時性的放棄這條航線…」，希特勒卻沒有注意、甚至忽略了這場行動中水面艦隊的角色，影響英軍的行動，並未對它們的存在感到有價值，這個想法到後面也導致下令拆毀艦隊與雷德爾請辭的結果。

## 外部連結
- U.S. Naval Historical Center account of PQ-17
- Description of Rösselsprung
- The Requiem on Convoy PQ-17, Russian novel by Valentin Pikul
- Memoirs of Chief Steward Horace Carswell DSM, MM, BEM during Convoy PQ.17（页面存档备份，存于）
- Coxswain Sid Kerslake of armed trawler "Northern Gem" in PQ.17（页面存档备份，存于）
- Convoy PQ.17（页面存档备份，存于）, a primary source diary and supporting material by Jack Bowman, ERA aboard HMS La Malouine.